# Asimina triloba
Asimina triloba là loài thực vật có hoa thuộc họ Na. Loài này được Carl Linnaeus mô tả khoa học đầu tiên năm 1753 dưới danh pháp Annona triloba. Năm 1817 Michel Felix Dunal chuyển nó sang chi Asimina.

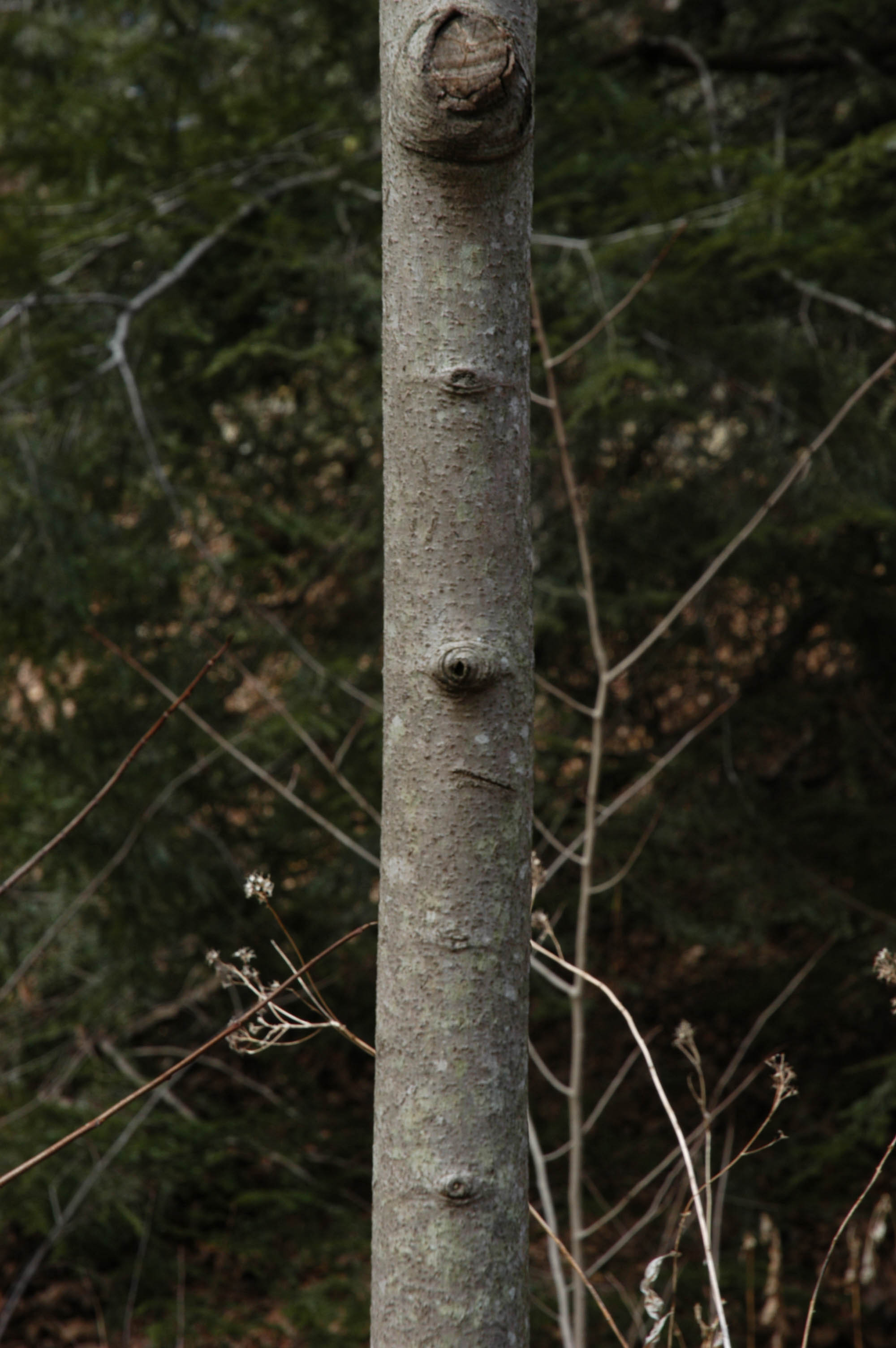
Vỏ cây

Asimina triloba, là loài bản địa Đông, Nam, Trung Đông Hoa Kỳ và Ontario phụ cận, Canada, từ New York đến phía tây và tây nam Nebraska, và về phía nam đến bắc Florida và đông Texas.
Đây là loại cây thân cây gỗ nhỏ, cao tới 5 mét, phân cành nhiều, lá mọc so le, phiến lá như lá cây mãng cầu, quả ở nách trên cành.

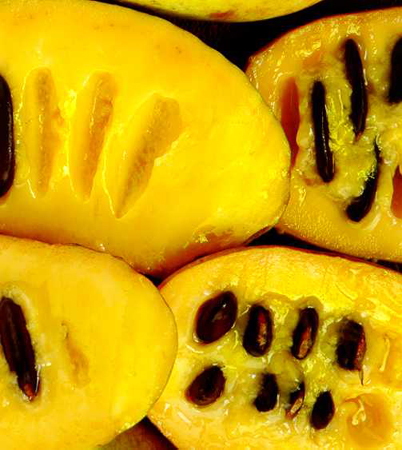
Quả

Quả được dùng để ăn và nuôi gia súc, gia cầm ở vùng đông bắc Mỹ cả ngàn năm trước. Do đó, hàng năm trên toàn vùng trung tây Hoa Kỳ đều có tổ chức lễ hội Pawpaw vào tháng 9.
Loài cây này có chứa 133 hợp chất acetogenins được phát hiện, nghiên cứu. Trong đó, những chất acetogenins như bullatacin (A83), motrilin (A95), asimicin (A77), trilobacin (A96), annonacin (A8), gigantetronenin (A108) và squamocin (A73) được chứng minh rõ ràng là có hiệu quả trong việc ngăn chặn sự phát triển của các tế bào MDR MCF -7/Adr một tế bào liên quan đến bệnh lý ung thư.

## Hình ảnh

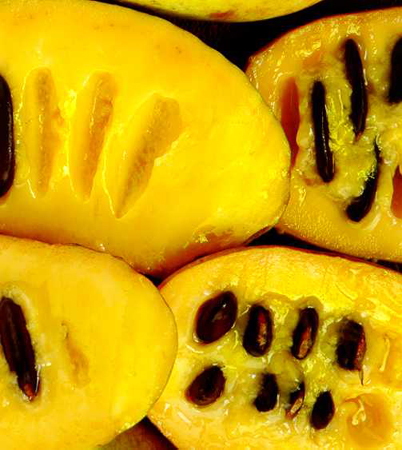
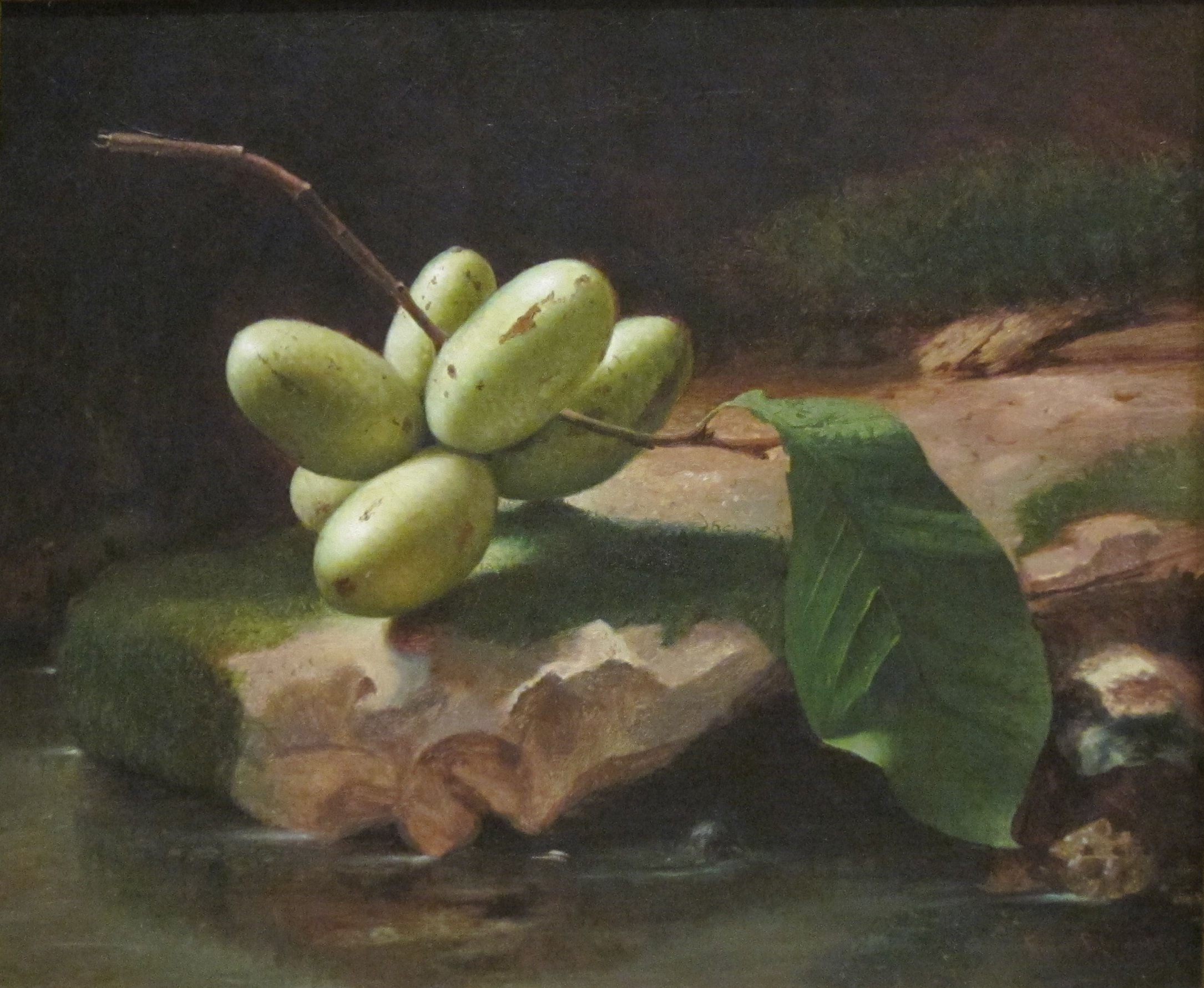
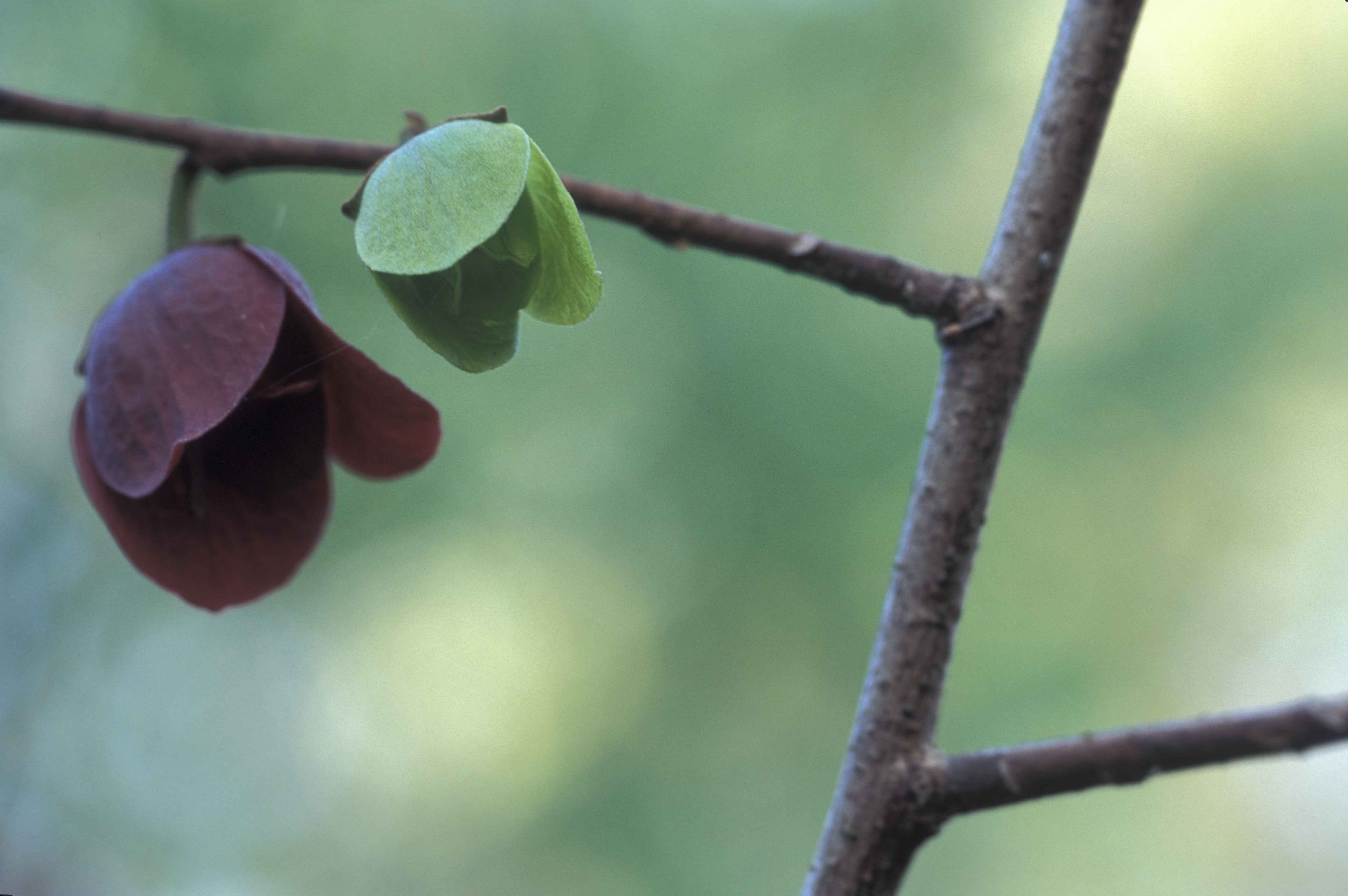
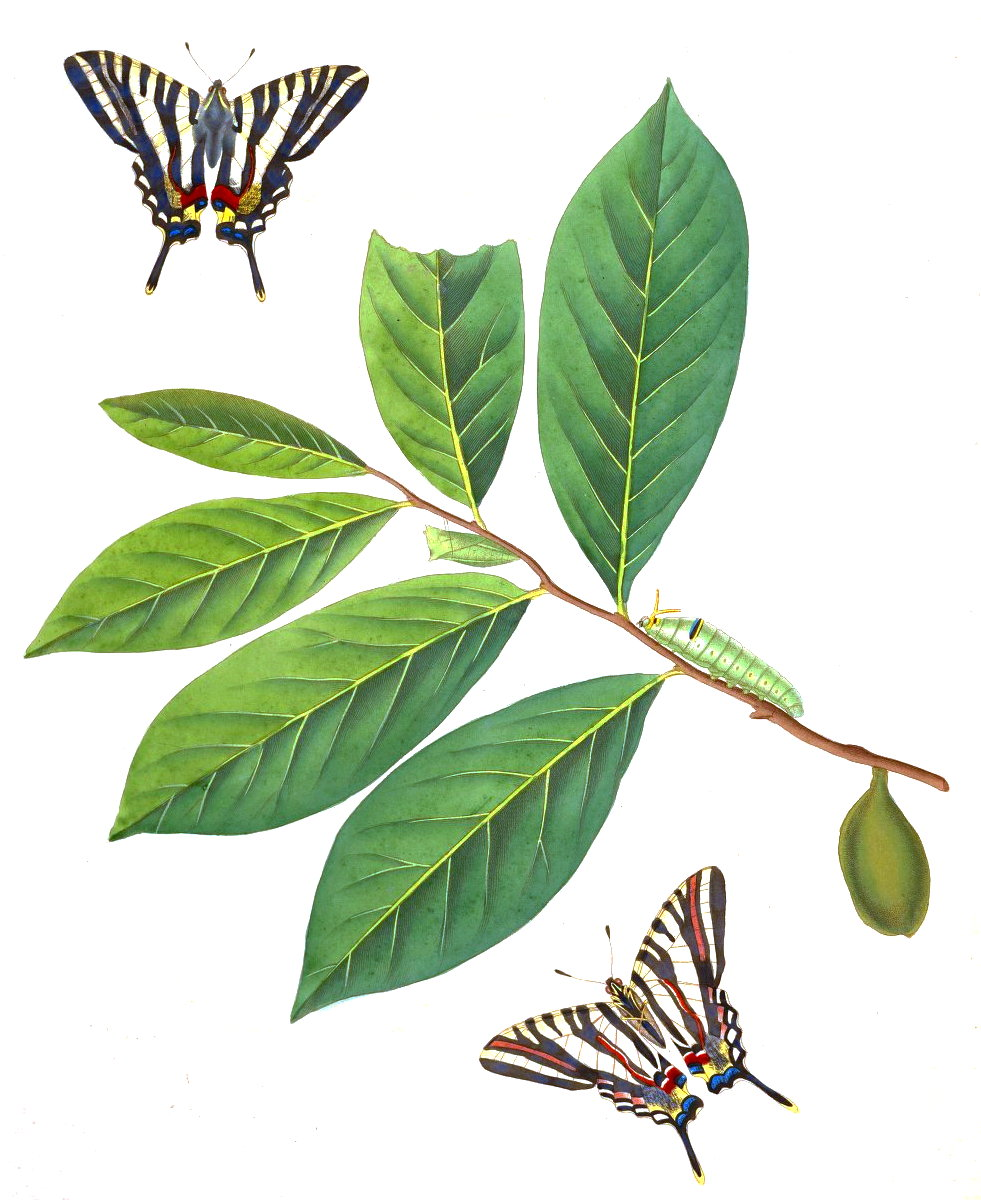